# Lista de pedidos e entregas do Airbus A380

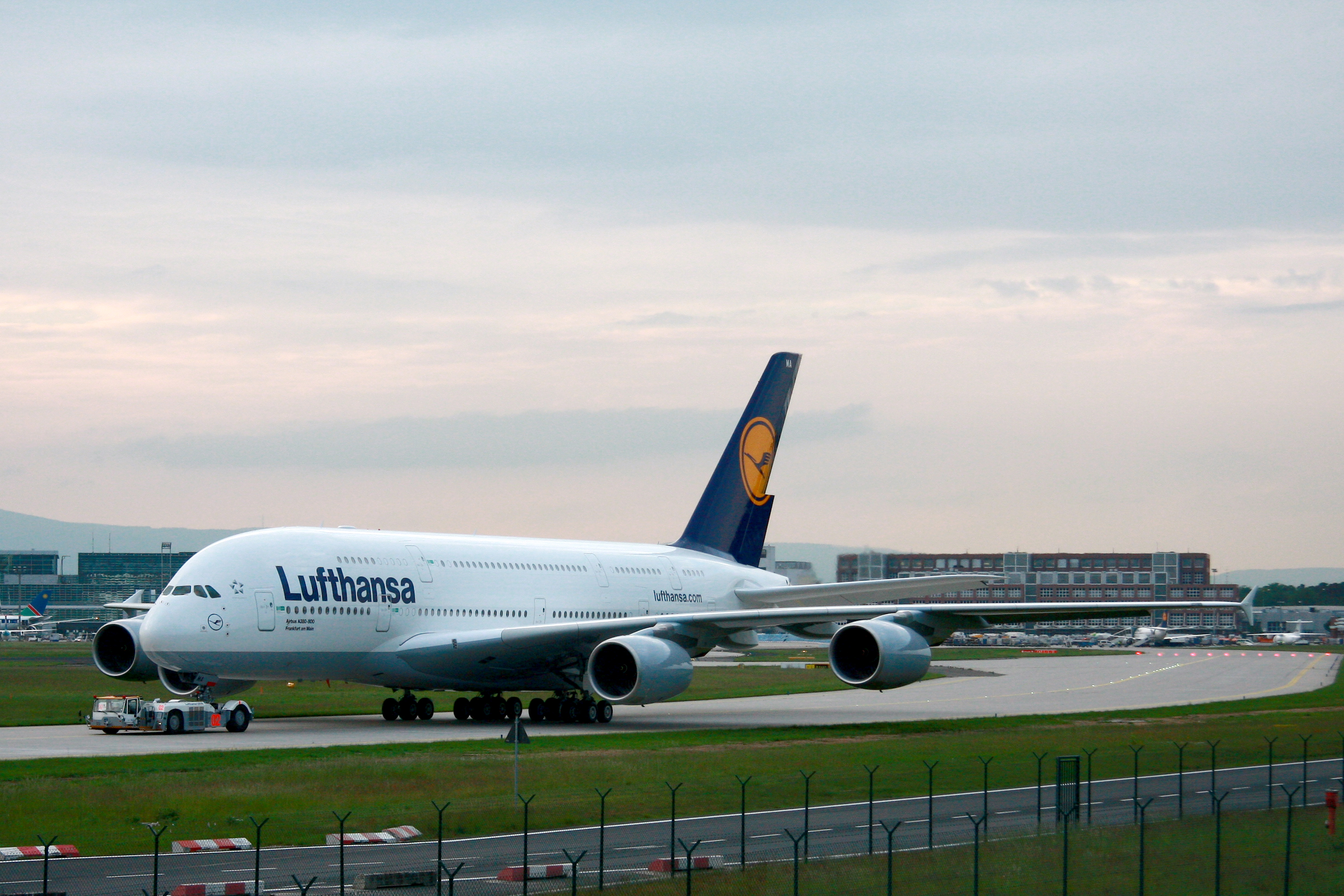
A380 da Lufthansa, em Frankfurt

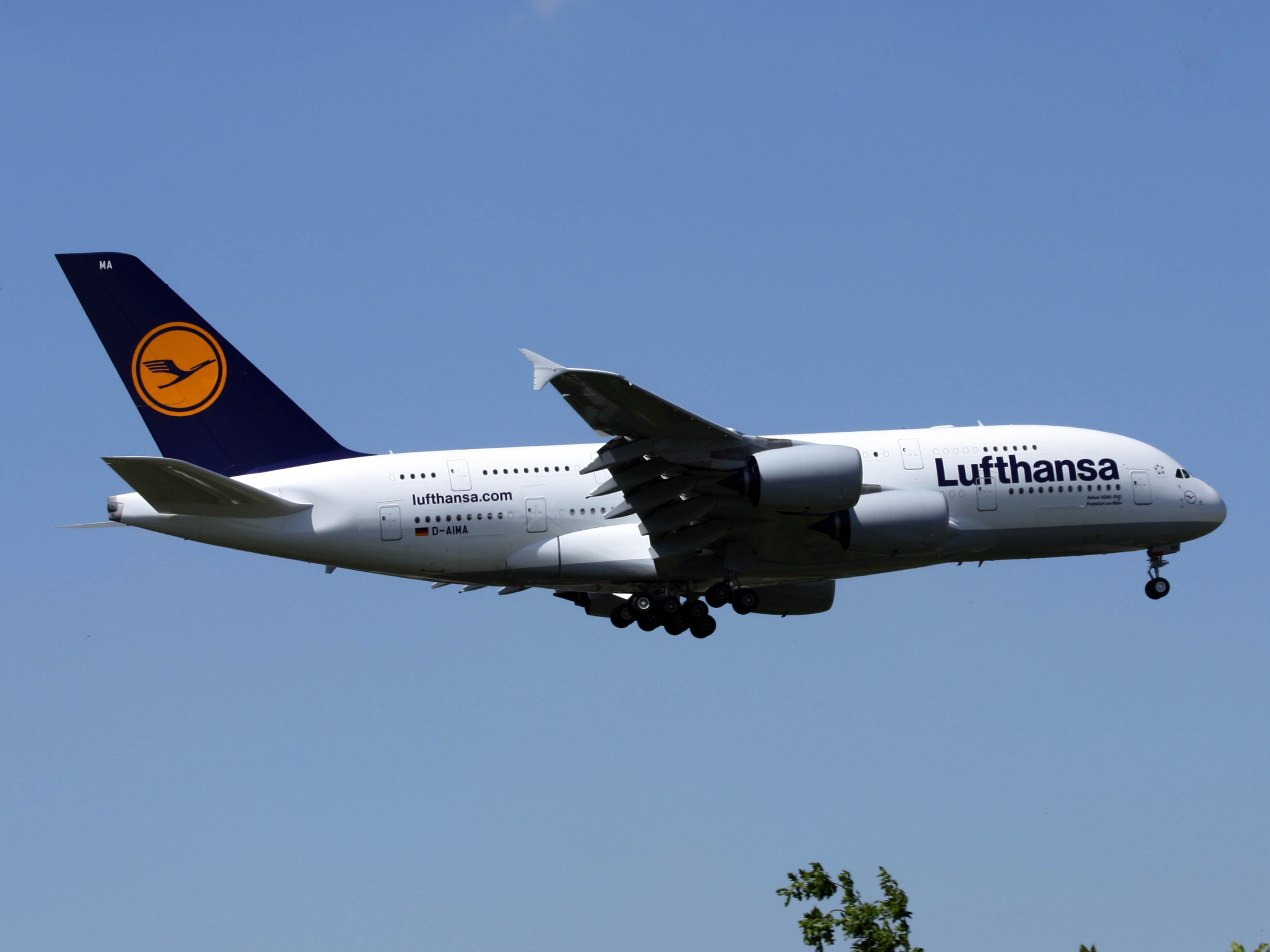
A380 da Lufthansa, em Frankfurt

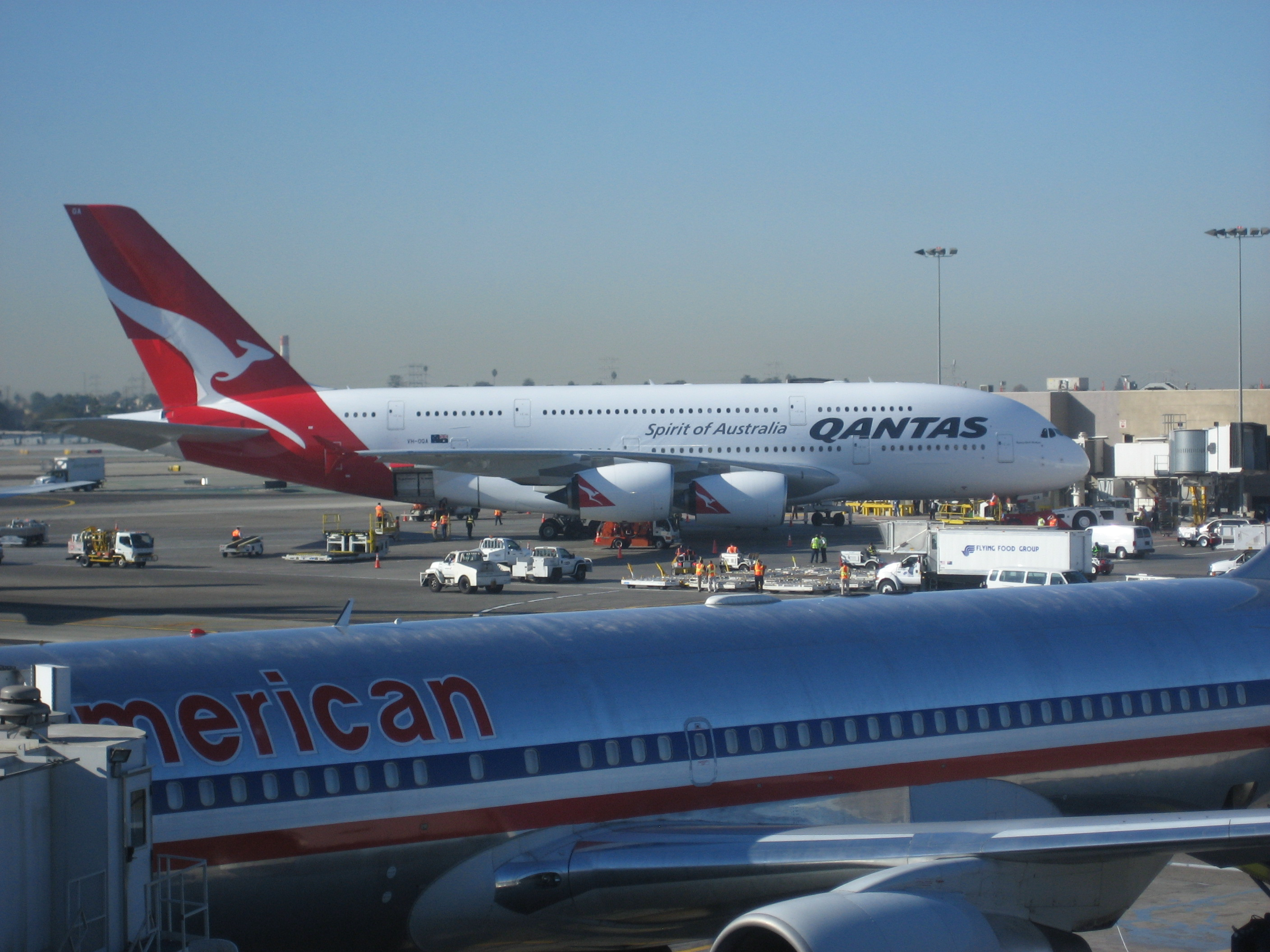
A380 da Qantas, em Los Angeles

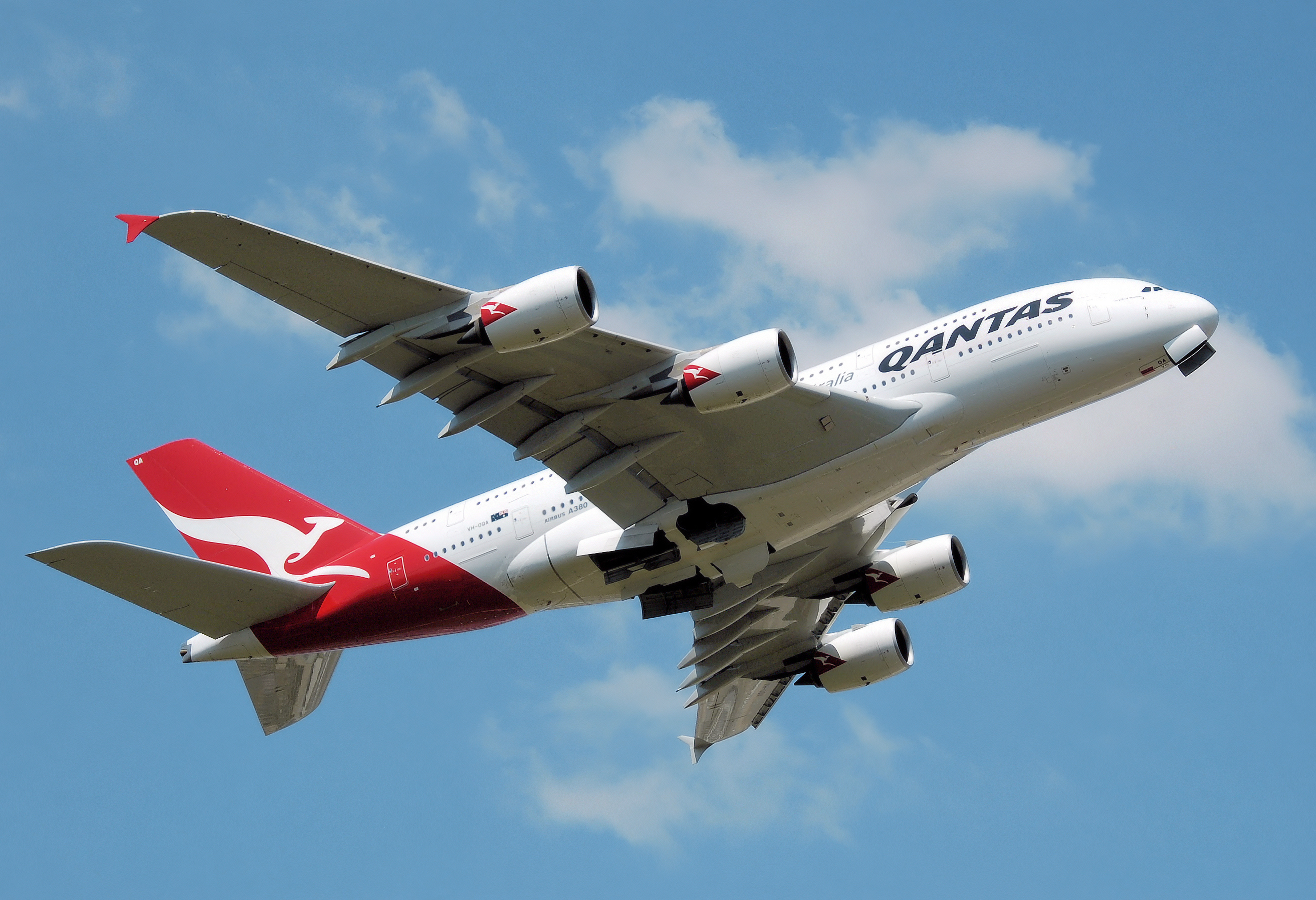
A380 da Qantas, envolvido no Voo Qantas 32

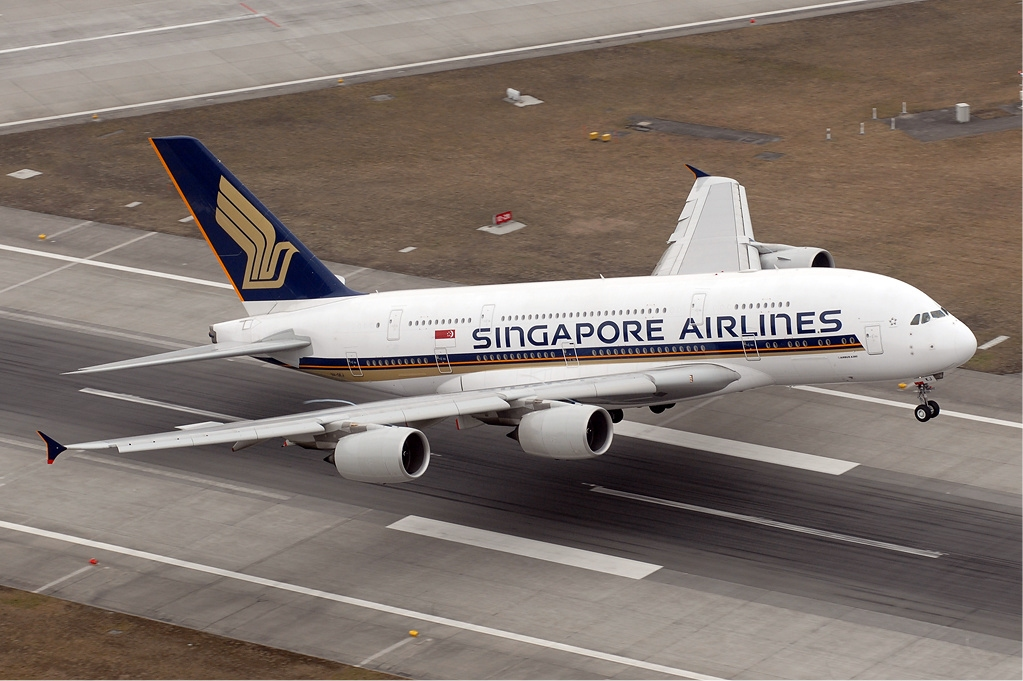
A380 da Singapore Airlines

Lista dos pedidos do Airbus A380, maior aeronave comercial do mundo.

## Pedidos

### Por cliente
| Cliente                    | Entrada em serviço | Pedidos        | Entregas | EA  | RR  | Ref.          |
| -------------------------- | ------------------ | -------------- | -------- | --- | --- | ------------- |
| Air Austral                |                    | 2              |          |     |     |               |
| Air France                 | 2009               | 12             | 10       |     |     | [ 1 ]         |
| All Nippon Airways         | 2019               | 3              | 1        |     |     |               |
| Amedeo                     | 2016               | 20             |          |     |     | [ 2 ]         |
| Asiana Airlines            | 2014               | 6              | 2        |     |     | [ 3 ] [ 4 ]   |
| British Airways            | 2013               | 12             | 9        |     |     | [ 5 ]         |
| China Southern Airlines    | 2011               | 5              | 5        |     |     | [ 6 ]         |
| Emirates Airlines          | 2008               | 140            | 95       |     |     | [ 7 ]         |
| Etihad Airways             | 2014               | 10             | 1        |     |     | [ 8 ]         |
| Comprador não identificado |                    | 10             |          |     |     |               |
| Korean Air                 | 2011               | 10             | 10       |     |     | [ 9 ]         |
| Lufthansa                  | 2010               | 14             | 13       |     |     | [ 10 ]        |
| Malaysia Airlines          | 2012               | 6              | 6        |     |     | [ 11 ]        |
| Qantas                     | 2008               | 20             | 12       |     |     | [ 12 ]        |
| Qatar Airways              | 2014               | 10             | 4        |     |     | [ 13 ] [ 14 ] |
| Singapore Airlines         | 2007               | 24             | 19       |     |     | [ 15 ]        |
| Thai Airways International | 2012               | 6              | 6        |     |     | [ 16 ]        |
| Transaero                  | 2015               | 4              |          |     |     | [ 17 ]        |
| Virgin Atlantic            | 2018               | 6 (Cancelados) |          |     |     | [ 18 ] [ 19 ] |
| Total                      | Total              | 331            | 154      | 148 | 106 |               |

### Por ano
|          | Modelo   | 2001 | 2002 | 2003 | 2004 | 2005 | 2006 | 2007 | 2008 | 2009 | 2010 | 2011 | 2012 | 2013 | 2014 | 2015 | 2016 | 2017 | 2018 | Total |
| -------- | -------- | ---- | ---- | ---- | ---- | ---- | ---- | ---- | ---- | ---- | ---- | ---- | ---- | ---- | ---- | ---- | ---- | ---- | ---- | ----- |
| Pedidos  | A380-800 | 78   | 0    | 34   | 10   | 10   | 24   | 33   | 9    | 4    | 32   | 19   | 9    | 42   | 13   | -    | -    | -    |      | 331   |
| Pedidos  | A380F    | 7    | 10   | 0    | 0    | -17  | -10  |      |      |      |      |      |      |      |      | -    | -    | -    |      | 0     |
| Entregas | A380-800 |      |      |      |      |      |      | 1    | 12   | 10   | 18   | 26   | 30   | 25   | 30   | 2    | -    | -    |      | 154   |